# Future (raper)
Nayvadius DeMun Cash (Atlanta, 20 de novembre de 1983) conegut pel seu nom artístic Future, és un raper i cantant estatunidenc. Famós pel seu estil musical (conegut com mumblerap), Future és considerat un pioner de l'ús d'auto-tune a la música trap. Per la seva gran popularitat dins del món del rap, és sovint considerat com un dels rapers americans més influents de la seva generació.
Després de publicar una sèrie de mixtapes moderadament existosos entre 2010 i 2011, Future va signar amb la companyia discogràfica Epic Records. Més tard Future va començar a treballar al seu àlbum d'estudi debut "Pluto", i l'abril de 2012 va llançar l'àlbum aconseguint crítiques positives. L'àlbum tenia cinc senzills, tots els quals van arribar a les millors posicions de la llista Billboard Hot 100. Posteriorment al novembre, Future va llançar la seva continuació de l'anterior àlbum el qual va titular com a "Pluto 3D". El seu segon àlbum "Honest", va ser llançat l'abril de 2014. Va publicar inesperadament el seu tercer àlbum, "DS2", el juliol de 2015, amb el qual va obtenir el primer lloc al Billboard 200.

## Joventut i començaments en la música
Nayvadius DeMun Wilburn va néixer el 20 de novembre de 1983, a Atlanta, Geòrgia. Va cursar els seus estudis a la Columbia High School, a Decatur. Amb setze anys, el van disparar a la mà i el van robar, un esdeveniment que considera com un punt d'inflexió important en la seva vida.
Future va començar la seva carrera amb el nom de "Meathead" com a membre del col·lectiu musical Dungeon Family de la seva natal Geòrgia. Va actuar també en un grup de hip-hop més petit dins del col·lectiu que es deia "Da Connect", on més tard seria sobrenomenat "The Future" pel membre del grup G-Rock. El grup va gravar un àlbum, Rico Wade Presents: Da Connect, que tenia previst un llançament comercial el 2003, però finalment va ser arxivat. Future va publicar un senzill en solitari en el projecte titulat "Belly of da Beast", que es considera la seva primera cançó.
El seu cosí, el productor discogràfic i membre de Dungeon Family Rico Wade, el va animar a millorar les seves habilitats líriques i a començar una carrera com a raper, ja que això l'allunyaria temporalment de la vida al carrer que tenia. Durant aquest temps, Future va aparèixer en nombrosos vídeos musicals de Dungeon Family, i va rebre el seu primer crèdit com a compositor en el senzill "Blueberry Yum Yum" per al raper Ludacris el 2004. Future ha expressat la seva gratitud a Wade per la seva influència en la seva instrucció musical, dient que ell és la "ment brillant" darrere del seu so. Després va ser descobert pel raper d'Atlanta Rocko, que va firmar a Future com a artista solista al seu segell discogràfic A1 Recordings.
Des de 2010 fins a principis de 2011, Future va llançar una sèrie de mixtapes, projectes amb els títols de 1000, Dirty Sprite i True Story. Aquest últim incloïa el senzill "Tony Montana", en referència al protagonista de la pel·lícula Scarface. Va guanyar popularitat regional després que les seves cançons fossin tocades per DJ Esco a Magic City, un club de striptease d'Atlanta considerat "en gran part responsable del llançament de carreres de molts artistes". L'abril de 2011, va actuar conjuntament amb el raper d'Atlanta. YC al seu senzill "Racks", que es convertiria en la seva primera cançó d'èxit, entrant a la llista Billboard Hot 100, arribant al número 42. El juliol d'aquell any, Future i el raper Gucci Mane llançarien un mixtape col·laboratiu titulat Free Bricks.

## Carrera

### 2011-2014:PlutoiHonest
Future va signar un contracte discogràfic important amb Epic Records el setembre de 2011, dies abans del llançament del seu següent mixtape, "Streetz Calling". El mixtape va ser descrit per la revista XXL com un projecte amb lletres "senzilles i ben executades" i que tenia "temes futuristes que tracten de beure i consumir drogues".
Tot i que Future havia dit a MTV que "Streetz Calling" seria el seu darrer mixtape abans del llançament del seu àlbum d'estudi debut, el gener de 2012 va publicar un altre mixtape, "Astronaut Status" . El desembre de 2011, Future va aparèixer a la portada del número 77 de la revista musical FADER.

### 2020–present:High Off Life,Pluto x Baby Pluto,I Never Liked You, i theWe Don't Trust You
Al gener de 2020, Future va llançar les cançons "Life Is Good" i "Desires", les dues són col·laboracions amb el raper Drake. A l'abril, Future va anunciar el seu vuitè àlbum d'estudi, Life Is Good. El títol de l'àlbum es va canviar més tard a High Off Life i va ser llançat el 15 de maig de 2020. L'àlbum va debutar al número u de la llista Billboard 200 dels Estats Units, amb 153.000 unitats venudes en la seva primera setmana, convertint-se en el setè àlbum consecutiu de Future en debutar al número u. A l'agost de 2020, Future va publicar un video en el qual sonava una cançó encara no publicada, "Gucci Bucket Hat". Va ser llançat com a senzill amb Pap Chanel, amb Herion Young, el 20 d'octubre de 2020. El 13 de novembre de 2020, Future va llançar Pluto x Baby Pluto, un àlbum d'estudi col·laboratiu amb Lil Uzi Vert, que va ser el seu segon projecte d'aquell any. Va debutar i va arribar a la posició número dos de la llista Billboard 200 dels Estats Units.
A l'abril de 2022, Future va ser nomenat un dels "millors rapers vius" per la revista GQ. El 29 d'abril de 2022, Future va llançar el seu novè àlbum d'estudi I Never Liked You, després que s'anunciés anteriorment aquell mes. Future va llançar We Don't Trust You, un àlbum col·laboratiu amb Metro Boomin el 22 de març de 2024 i més tard el 12 d'abril d'aquell any publicà la continuació del disc anomentat We Still Don't Trust You